# العلاقات السنغالية الجنوب سودانية
العلاقات السنغالية الجنوب سودانية هي العلاقات الثنائية التي تجمع بين السنغال وجنوب السودان.

## مقارنة بين البلدين
هذه مقارنة عامة ومرجعية للدولتين:
| وجه المقارنة                                              | السنغال                                              | جنوب السودان                  |
| --------------------------------------------------------- | ---------------------------------------------------- | ----------------------------- |
| المساحة (كم2)                                             | 196.72 ألف                                           | 619.75 ألف                    |
| عدد السكان (نسمة)                                         | 15.85 مليون                                          | 12.58 مليون                   |
| الكثافة السكانية (ن./كم²)                                 | 80.57                                                | 20.3                          |
| العاصمة                                                   | داكار                                                | جوبا                          |
| اللغة الرسمية                                             | لغة فرنسية، اللغة الولوفية، باديارا ‏، اللغة البلنتية | لغة إنجليزية                  |
| العملة                                                    | فرنك غرب أفريقي                                      | جنيه جنوب سوداني، جنيه سوداني |
| الناتج المحلي الإجمالي (بليون دولار)                      | 16.37 مليار                                          | 2.90 مليار                    |
| الناتج المحلي الإجمالي (تعادل القوة الشرائية) بليون دولار | 36.62 مليار                                          | 22.88 مليار                   |
| الناتج المحلي الإجمالي الاسمي للفرد دولار أمريكي          | 899                                                  | 73                            |
| الناتج المحلي الإجمالي للفرد دولار أمريكي                 | 2.33 ألف                                             | 2.02 ألف                      |
| مؤشر التنمية البشرية                                      | 0.466                                                | 0.467                         |
| رمز المكالمات الدولي                                      | +221                                                 | +211                          |
| رمز الإنترنت                                              | .sn                                                  | .ss                           |
| المنطقة الزمنية                                           | 00                                                   | ت ع م+03:00                   |

## منظمات دولية مشتركة
يشترك البلدان في عضوية مجموعة من المنظمات الدولية، منها:
| علم المنظمة | اسم المنظمة                               | تاريخ انضمام السنغال | تاريخ انضمام جنوب السودان |
| ----------- | ----------------------------------------- | -------------------- | ------------------------- |
|             | مؤسسة التنمية الدولية                     | 31 أغسطس 1962        | 18 أبريل 2012             |
|             | يونسكو                                    | 10 نوفمبر 1960       | 27 أكتوبر 2011            |
|             | وكالة ضمان الاستثمار متعدد الأطراف        | 12 أبريل 1988        | 18 أبريل 2012             |
|             | الأمم المتحدة                             | 28 سبتمبر 1960       | 14 يوليو 2011             |
|             | الاتحاد البريدي العالمي                   | ?                    | ?                         |
|             | البنك الدولي للإنشاء والتعمير             | 31 أغسطس 1962        | 18 أبريل 2012             |
|             | الاتحاد الدولي للاتصالات                  | 15 نوفمبر 1960       | 3 أكتوبر 2011             |
|             | مؤسسة التمويل الدولية                     | 31 أغسطس 1962        | 18 أبريل 2012             |
|             | المركز الدولي لتسوية المنازعات الاستشارية | 21 مايو 1967         | 18 مايو 2012              |
|             | منظمة الشرطة الجنائية الدولية             | ?                    | ?                         |
|             | الاتحاد الأفريقي                          | ?                    | ?                         |
|             | البنك الإفريقي للتنمية                    | ?                    | ?                         |

## وصلات خارجية
- موقع وزارة الخارجية السنغالية
- موقع وزارة الخارجية الجنوب سودانية